# Leopon
Leopon  je križanec med samcem leoparda in levinjo. Žival ima glavo podobno levu in telo, ki je v večji meri podobno leopardovemu. Križanci so nastali v ujetništvu načrtno in se v naravi najverjetneje ne pojavljajo. Prvi uradno zabeleženi primerek je bil vzgojen leta 1910 v Kolhapuru, Indija.